# Агиоскоп

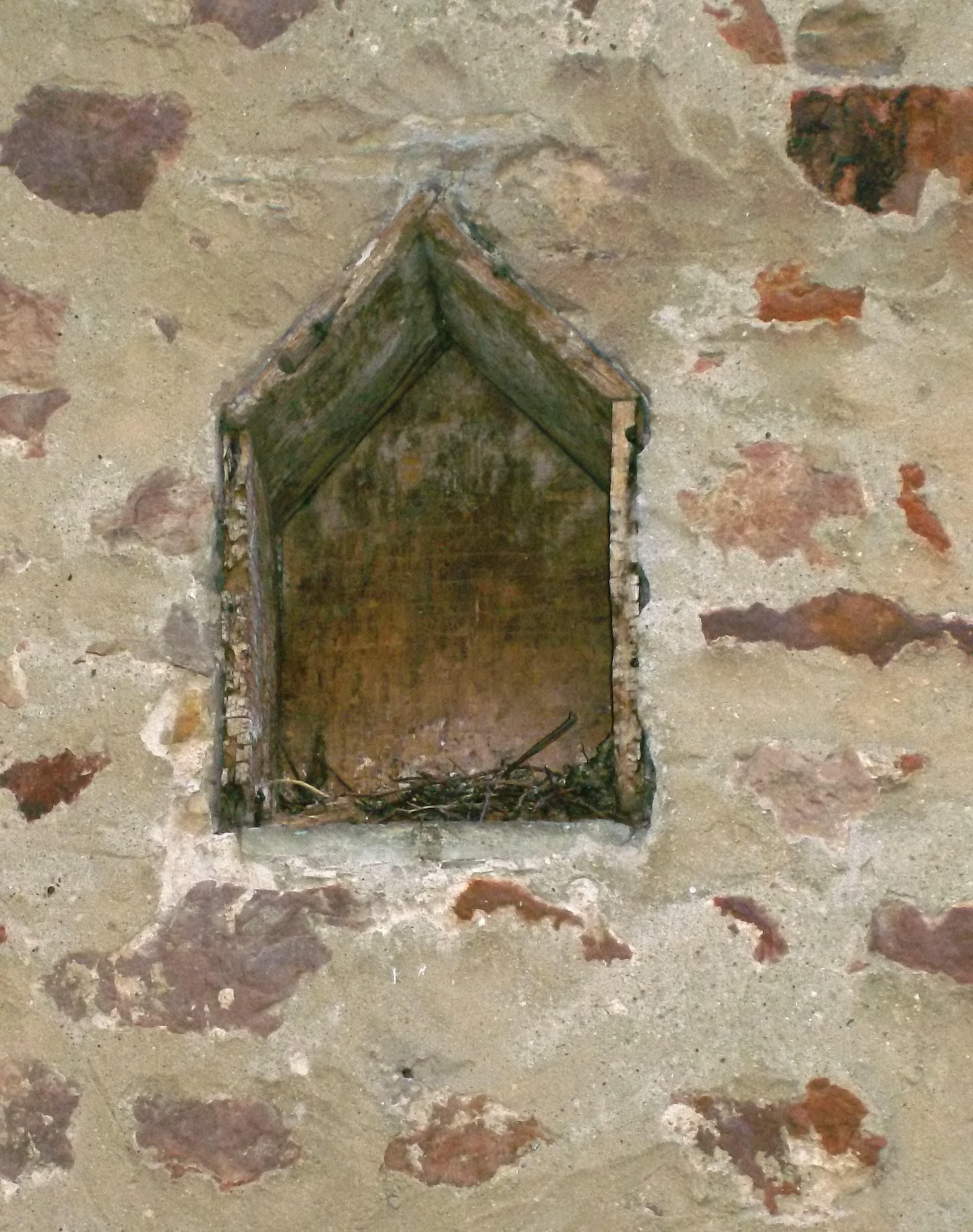
Агиоскоп церкви бенедиктинского монастыря в Бад-Ибурге

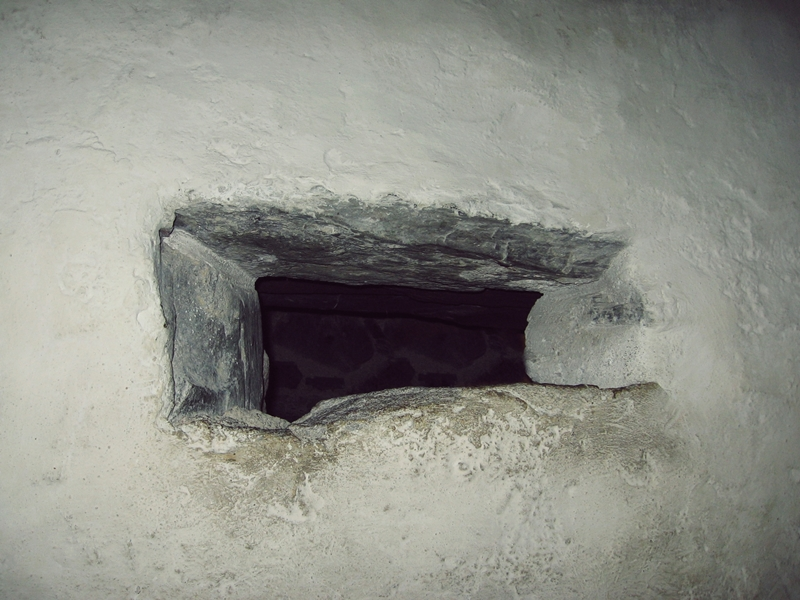
Агиоскоп в крепости Олавинлинна в восточной Финляндии

Агиоскоп (от греч. άγιος — святой и греч. σκοπός — видеть, смотреть) — специально сделанные отверстия в стенах средневековых храмов, позволяющие снаружи наблюдать за происходящим внутри, в направлении алтаря.
Некоторые церкви, построенные в Средние века, были «оснащены» такими отверстиями, через которые верующие, по каким-либо причинам неспособные принимать участие в общих богослужениях, могли наблюдать за происходящим у алтаря. Это были в первую очередь отлучённые от церкви и больные опасными заразными болезнями — например, проказой (в простонародье агиоскопы назывались «окнами прокажённых»).
В отношении больных проказой специальное постановление, запрещавшее допускать их в церкви, было принято на Третьем Латеранском соборе в 1179 году. Они должны были объединяться в особые общины, однако не лишаться духовного утешения со стороны церкви. Создаваемые с этой целью разрывы или отверстия в стенах соборов и церквей были круглой формы, прямоугольные или крестообразные. Как правило, агиоскопы создавались на церковных стенах, выходивших в сторону кладбищ и в местностях слабо заселённых. Практически отсутствуют они в церковных сооружениях крупных городов, где больные лепрой содержались в лепрозориях, имевших особые капеллы.
После окончания последней большой эпидемии проказы в Европе в конце XVI столетия агиоскопы со временем были заполнены стройматериалами или замурованы. Однако во время реставрационных работ в старых церквях в XIX—XX веках многие из них были вновь обнаружены и расчищены.
Средневековые агиоскопы чаще всего можно увидеть на стенах церквей в Восточной Фрисландии (существенно реже — в Северном Рейне-Вестфалии, Рейнланд-Пфальце, Баден-Вюртемберге), во Франции (в Нормандии, Бретани, Верхней Савойе), в Италии (область Удине), в Швеции (более всего — на Готланде, в также в Смоланде, Вестер- и Эстергётланде), в Нидерландах (во Фрисландии), в различных графствах Англии (Нортгемптоншир, Камбрия, Эссекс, Оксфордшир, Уилтшир, Норт-Йоркшир, Нортамберленд, Глостершир, Ланкашир и др.)
Единичные примеры известны и в православных храмах: например, в деревянной Сретенско-Михайловской церкви села Красная Ляга.